# Difosfano
El difosfano es un compuesto inorgánico con la fórmula química P2H4. Este líquido incoloro es un de los varios hídridos binarios de fósforo.  Es la impureza que típicamente causa que muestras de fosfano entrar en ignición en el aire. Un antiguo nombre es difosfina.

## Propiedades, preparación, reacciones
Es no básico, inestable a temperatura ambiente espontáneamente inflamable en contacto con el aire.  Es pobremente soluble en agua pero se disuelve en disolventes orgánicos.  Su espectro 1H NMR consiste en 32 lines resultando un sistema A2XX'A'2 dividido.
El difosfano se produce por la hidrólisis del monofosfuro de calcio (no confundir con el fosfuro de calcio (Ca3P2), que puede ser descrito como el derivativo Ca2+ de P24−.  De acuerdo con un procedimiento optimizado, la hidrólisis de 400 g de CaP a -30 °C da como resultado en torno a 20 g de producto, ligeramente contaminado con fosfeno.

## Difosfanos orgánicos
Se conocen una buena variedad de derivados orgánicos del difosfano.  Estos compuestos son preparados mediante un acoplamiento reductivo, como por ejemplo a partir de clorodifenilfosfina.
{\displaystyle {\mathsf {2ClPPh_{2}+2Na\ {\xrightarrow {\ }}Ph_{2}P-PPh_{2}+2NaCl}}}
Por otro lado, el difosfano tetrametilado, P2Me4, se prepara mediante la reacción de cloruro de tiofosforilo con  bromuro de metilmagnesio.